# Latin American Research Review
Latin American Research Review (LARR) publica investigaciones originales y reseñas en las áreas de Estudios Latinoamericanos, del Caribe y Latinos/Latinas en los Estados Unidos. LARR cubre temas de humanidades y ciencias sociales, incluidos los campos de antropología, economía, historia, literatura y estudios culturales, ciencia política y sociología. La revista evalúa y publica artículos en inglés, español y portugués. Todos los artículos, excepto las reseñas de libros y de documentales, están sujetos a evaluación anónima por pares. LARR, la revista académica de la Latin American Studies Association (Asociación de Estudios Latinoamericanos), se ha publicado de forma constante y trianual desde 1965.
En 2020, el editor general es Aníbal Pérez-Liñán. los editores asociados de LARR son Mónica Espinosa Arango (antropología, Universidad de Los Andes, Colombia), Fabrice Lehoucq (editor de crítica de libros, Universidad de Carolina del Norte), Claudia Ferman (editora de crítica documental, Universidad de Richmond), José Molinas Vega (economía, Instituto Desarrollo, Paraguay), Michel Gobat (historia, Universidad de Pittsburgh), Yolanda Martínez-San Miguel (literatura y estudios culturales, Universidad de Miami), Jana Morgan (política y relaciones internacionales, Universidad de Tennessee), y Xóchitl Bada (sociología, FLACSO-Ecuador).
Durante 2018, LARR recibió 314 manuscritos y 59 manuscritos adicionales durante el primer trimestre de 2019.[cita requerida] Casi el 60% de ellos pertenecieron al ámbito de las ciencias sociales (sociología, política y relaciones internacionales y economía), mientras que algo más del 40 por ciento se originó en humanidades (antropología, historia o literatura y estudios culturales). Sin embargo, de 42 trabajos de investigación publicados en 2018, el 55 por ciento estaba en humanidades y el 45 por ciento en ciencias sociales, con literatura y ciencias políticas siendo los temas más destacados en cada categoría. LARR también publicó 27 ensayos de revisión de libros y dos ensayos de revisión de documentales.
La tasa de aceptación de la revista para 2018 fue del 19%. Los rechazos a partir de una revisión editorial interna (es decir, rechazos de escritorio) comprendieron el 56% de las decisiones, mientras que los rechazos después de una revisión externa (según los informes de los evaluadores externos) representaron el 25% restante. En promedio, la revista tardó 37 días en rechazar los manuscritos después de una revisión interna, 182 días (aproximadamente seis meses) para rechazar los manuscritos después de una revisión por pares y 367 días (aproximadamente un año) para aceptar artículos para su publicación después de las revisiones.
En 2018, alrededor del 43% de los autores fueron mujeres; El 20% de los autores estaban ubicados en América Latina, el 10% en Europa y el resto en los Estados Unidos y Canadá. Independientemente de los orígenes de los manuscritos, 60 de los 72 artículos publicados se presentaron en inglés, ocho en español y cuatro en portugués.
La revista también difunde sus artículos a una audiencia más amplia a través del blog LARR-Panoramas, coordinado por la Universidad de Pittsburgh.
El factor de impacto de LARR (índice de Web of Science) en 2018 fue de 0.676, mientras que su CiteScore (elaborado por Scopus) fue de 0.74. Su factor de impacto a 5 años fue de 0.685.

## Acceso a las Publicaciones
Los números anteriores de la revista entre los años 1965 y 2012 están disponibles en JSTOR. Los contenidos entre los años 2003 y 2016 son accesibles en Project Muse. 